# 15. slovenska narodnoosvobodilna udarna brigada »Belokranjska«
Za druge 15. brigade glejte 15. brigada.
15. slovenska narodnoosvobodilna udarna brigada »Belokranjska« je bila brigada v sestavi Narodnoosvobodilne vojske in partizanskih odredov Jugoslavije in ki je delovala med drugo svetovno vojno na področju Kraljevine Jugoslavije.

## Organizacija
- štab
- 3x bataljon